# 奥镇 (莫斯克内斯)

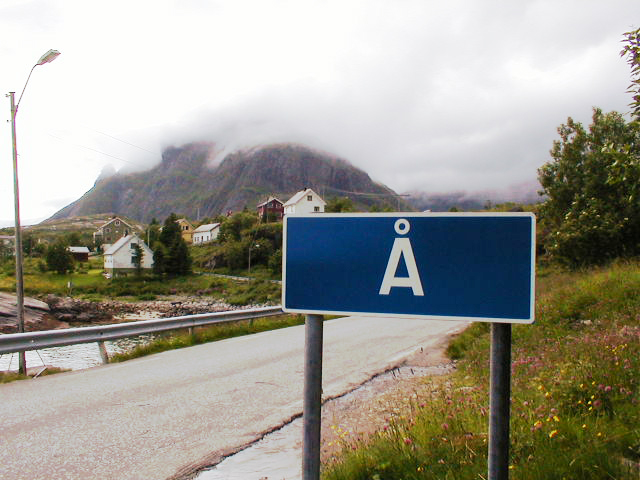
挪威莫斯克内斯市镇奥镇附近的一面常被盗窃的路牌

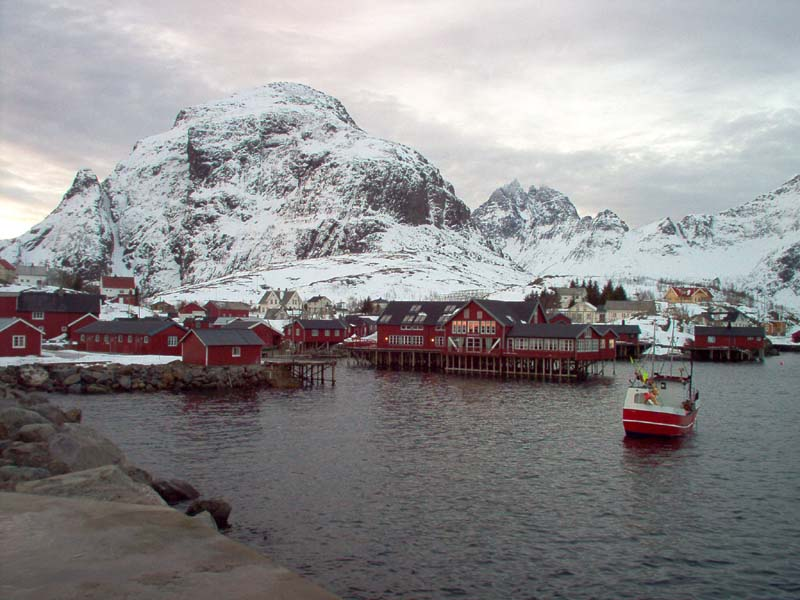
莫斯克内斯奥镇一览

奥镇（发音为/oː/，在挪威语中是“小河”的意思）是挪威罗弗敦群岛莫斯克内斯市镇的一个村庄。
奥镇曾经是一个传统的渔村，村民们以捕获鳕鱼为生。但在现今，该村也开始以旅游业作为新的经济发展点。奥镇有着两所博物馆，分别是罗弗敦鳕鱼博物馆与挪威渔村博物馆。该村与欧洲E10公路相连，而该段公路亦被称为“奥拉夫国王之路”（King Olav's Road）。
为了与其他地方的奥镇相区别，该村有时还会被称为“罗弗敦的奥镇”（Å i Lofoten）。它的邮政编码是“8392 Sørvågen”。